# 칭허역 (지하철)
칭허역(중국어: 清河站)은 중국 베이징시 하이뎬구 칭허 가도 안징좡 부근 이메이자위안 지구·상디 가도 상디 과기원 지구 인근에 위치한 13호선, 창핑선, 건설 예정인 19호선 지선이 경유하는 국철 칭허역과 연결되는 지하철역으로, 2019년 12월 30일에 국철 칭허역과 동시에 운영을 개시하였다. 그 중, 서쪽 승강장은 베이징 지하철 13호선이 사용한다. 또한, 지하 2층은 베이징 지하철 19호선과 창핑선 지선의 승강장다.

## 역명 문제
베이징시 계획천연자원위원회의 승인에 따라 지하철 칭허역의 이름은 징장 철로의 칭허역 이름을 따서 명명되었다. 2019년 말 노선도에 역명이 지도부 게시판과 언론보도에 대한 민원을 통해 "칭허(淸河)"로 표기되었고, 2020년 8월 교체된 13호선 안내에서는 "칭허역(淸河站)"으로 변경되었다. 2020년 12월 노선도에는 역이 중국어로 "淸河站", 영어로 "Qinghe Railway Station"으로 표기되어 있었다. 2021년 12월, 베이징 지하철의 지하철역 이름 번역 표준이 전면적으로 변경됨에 따라 번역된 지하철역 이름이 병음이 먼저 사용된 후 영어로 된 "Qinghe Zhan(Qinghe Railway Station)"으로 변경되었다.

## 역 구조
이 역은 지하 2층으로 이루어져 있으며, 지상 1층은 13호선, 지하 2층은 창핑선의 승강장이 위치한다.

### 층별 구조
| 지면층   | ←                               | ■ 13호선 시즈먼 방면 (상디)                       |
| 지면층   | 섬식 승강장, 왼쪽 출입문이 열림 |                                                   |
| 지면층   | →                               | ■ 13호선 둥즈먼 방면 (시얼치)                     |
| 지하 1층 | 대합실                          | 고객센터, 환승 통로, 출입구, 국철 칭허역 연결통로 |
| 지하 2층 | ←                               | ■ 창핑선 지먼차오 방면 (주팡베이)                 |
| 지하 2층 | 섬식 승강장, 왼쪽 출입문이 열림 |                                                   |
| 지하 2층 | →                               | ■ 창핑선 창핑시산커우 방면 (시얼치)               |
| 지하 2층 | 19호선 지선 승강장 (미개통)     |                                                   |
| 지하 2층 | ■ 19호선 지선 승강장            |                                                   |

## 출입구
지하철 칭허역에는 동, 서, 북 입구와 서, 남, 북 출구가 있다. 서 출구는 국철 환승으로만 가능하다.
|                          |                                 |      |  |
|                          |                                 |      |  |
| 출구                     | 출구 인근                       | 사진 |  |
| ■ 13호선 ■ 창핑선에 연결 |                                 |      |  |
| 出口 · SN                | 칭허역 지하통로(清河站地下通道) |      |  |
| 出口 · SS                | 칭허역 지하통로(清河站地下通道) |      |  |
| 出口 · SE                | 역 입구(进站口)                 |      |  |
| 出口 · SW                | 환승 국철역(换乘国铁站)         |      |  |

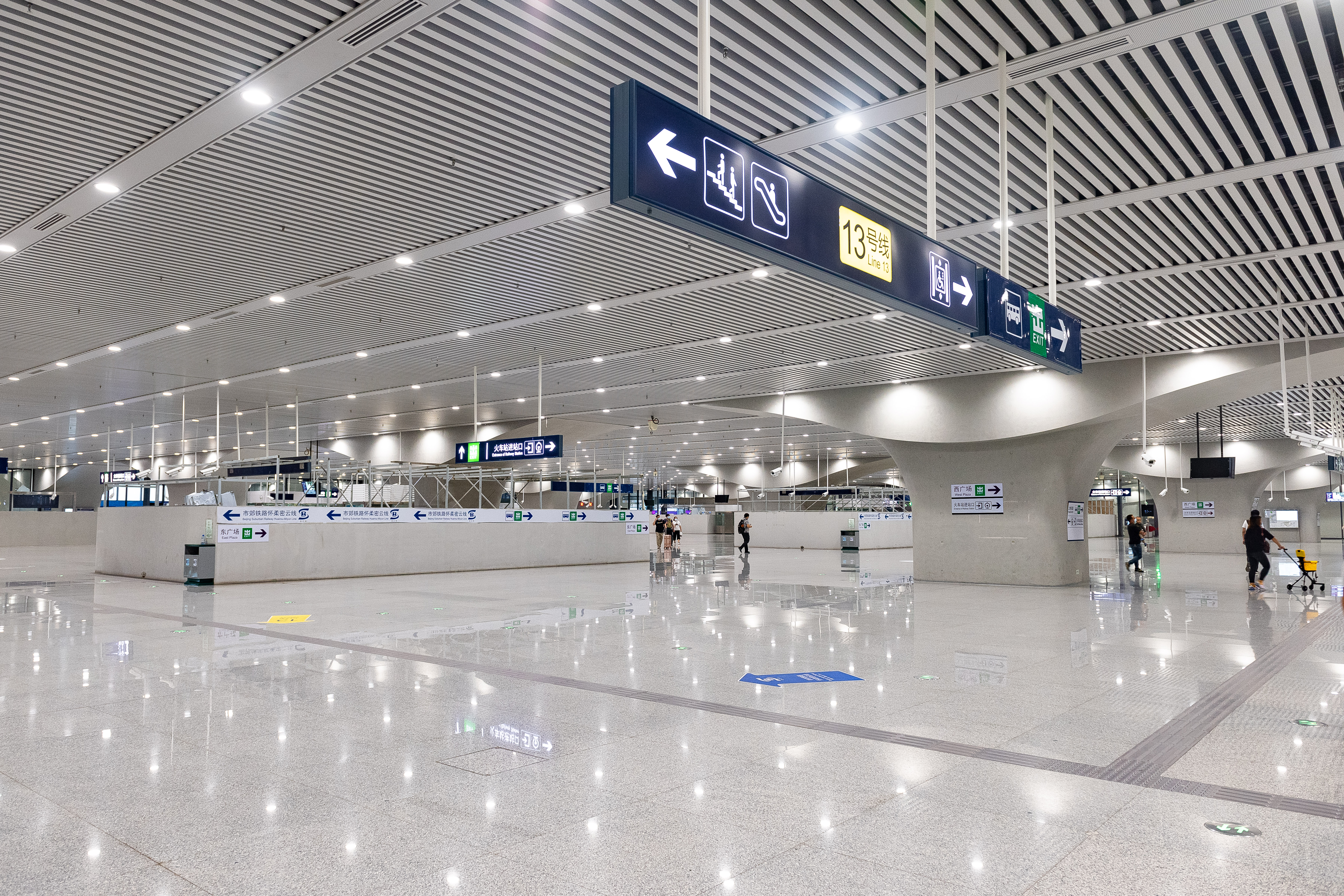
2021년 9월 촬영된 지하철역 대합실에 건설 중인 창핑선 역 입구
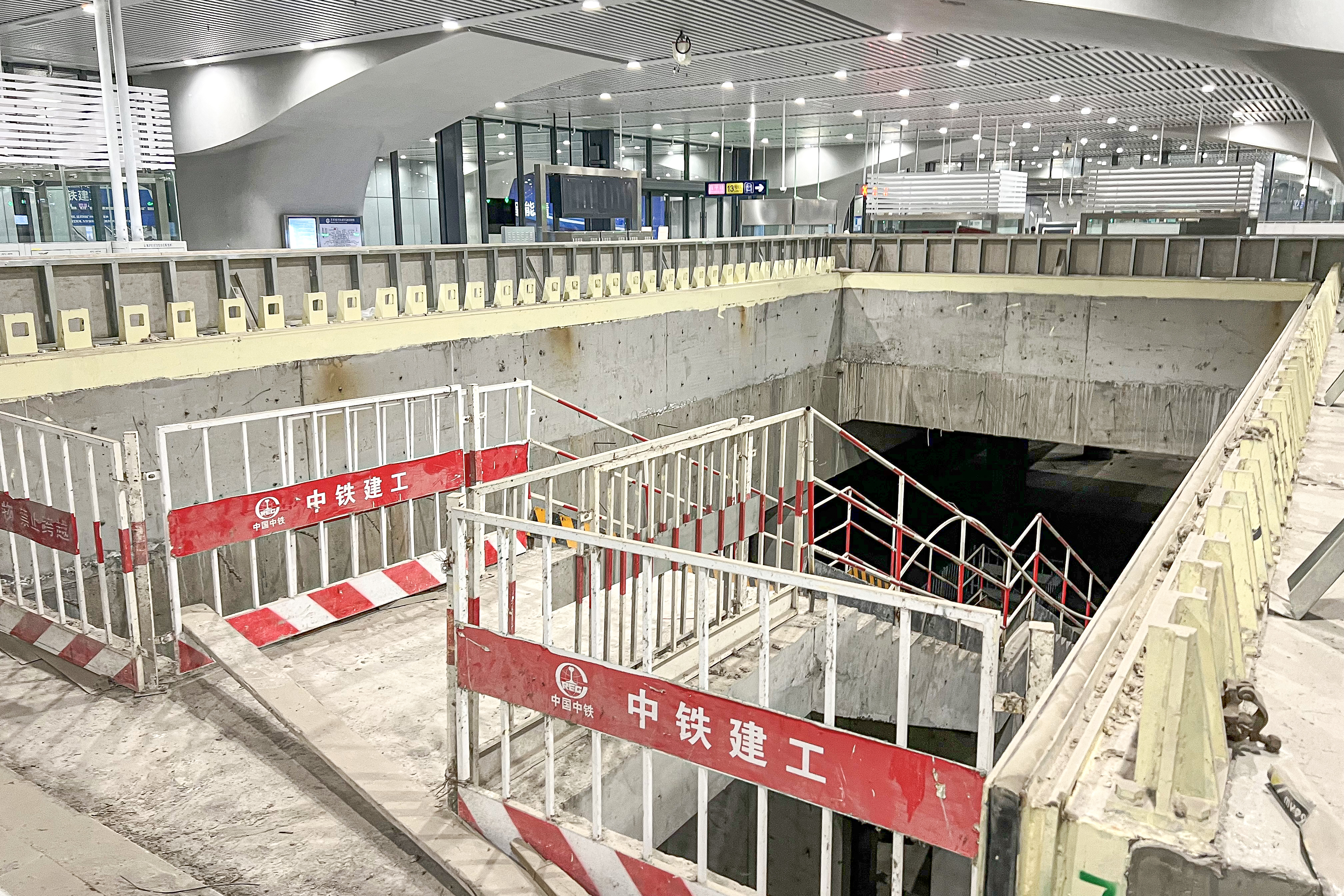
지하철 대합실 동쪽 19호선 지선 예정 부분

## 역 예술
창핑선 승강장 곳곳에는 빙설 스포츠 "격정빙설, 활력 동계 올림픽《激情冰雪，活力冬奥》"을 표현한 예술 작품이 장식되어 있다.